# Лифт

Вариант пиктограммы лифта

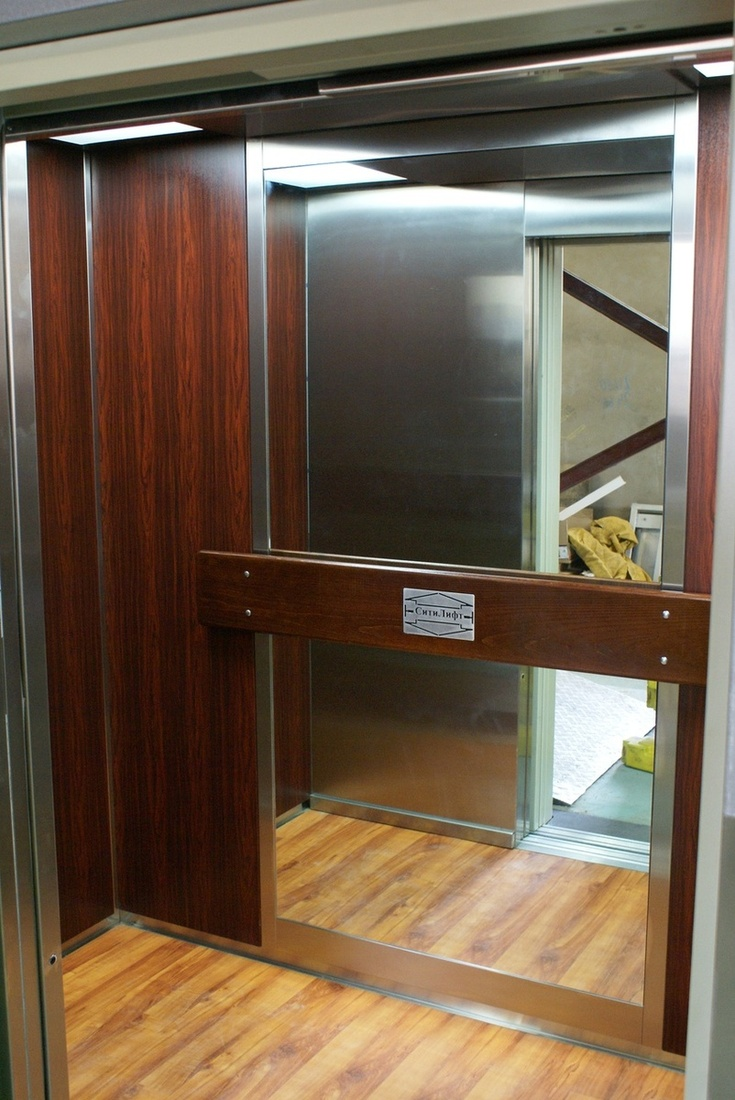
Кабина энергосберегающего гидравлического лифта

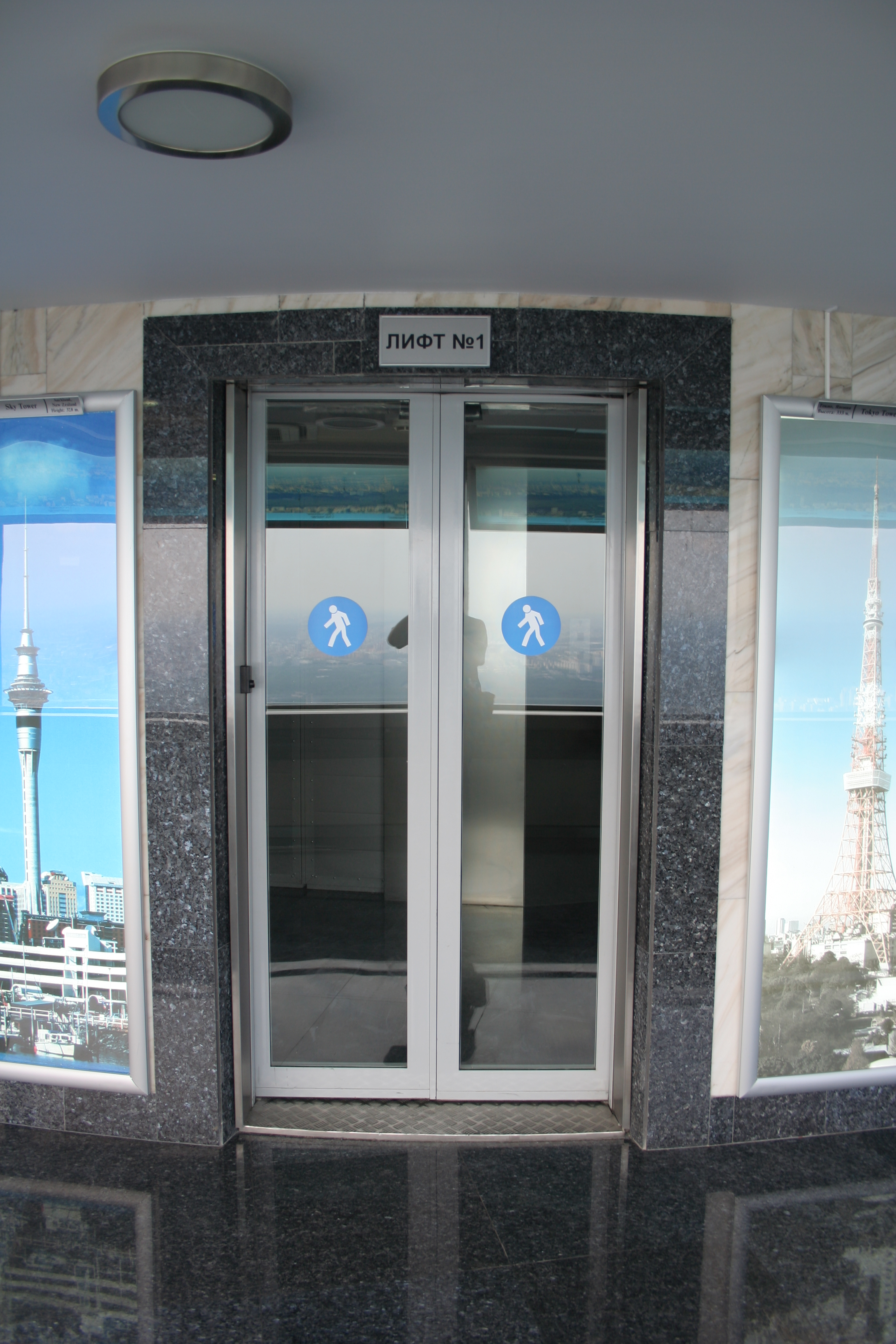
Скоростной лифт Останкинской телебашни

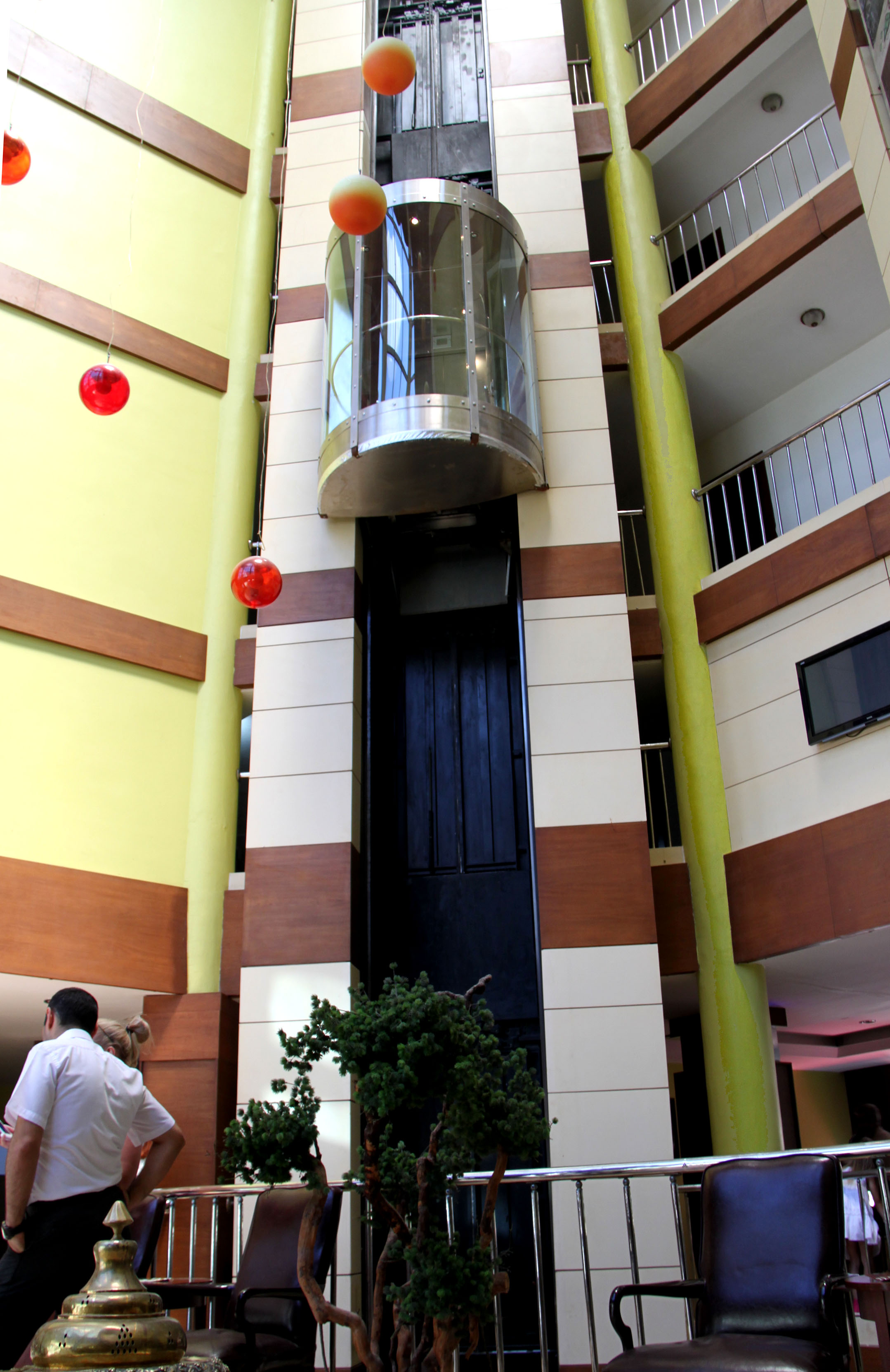
Лифт в одной из гостиниц Бельдиби (Турция)

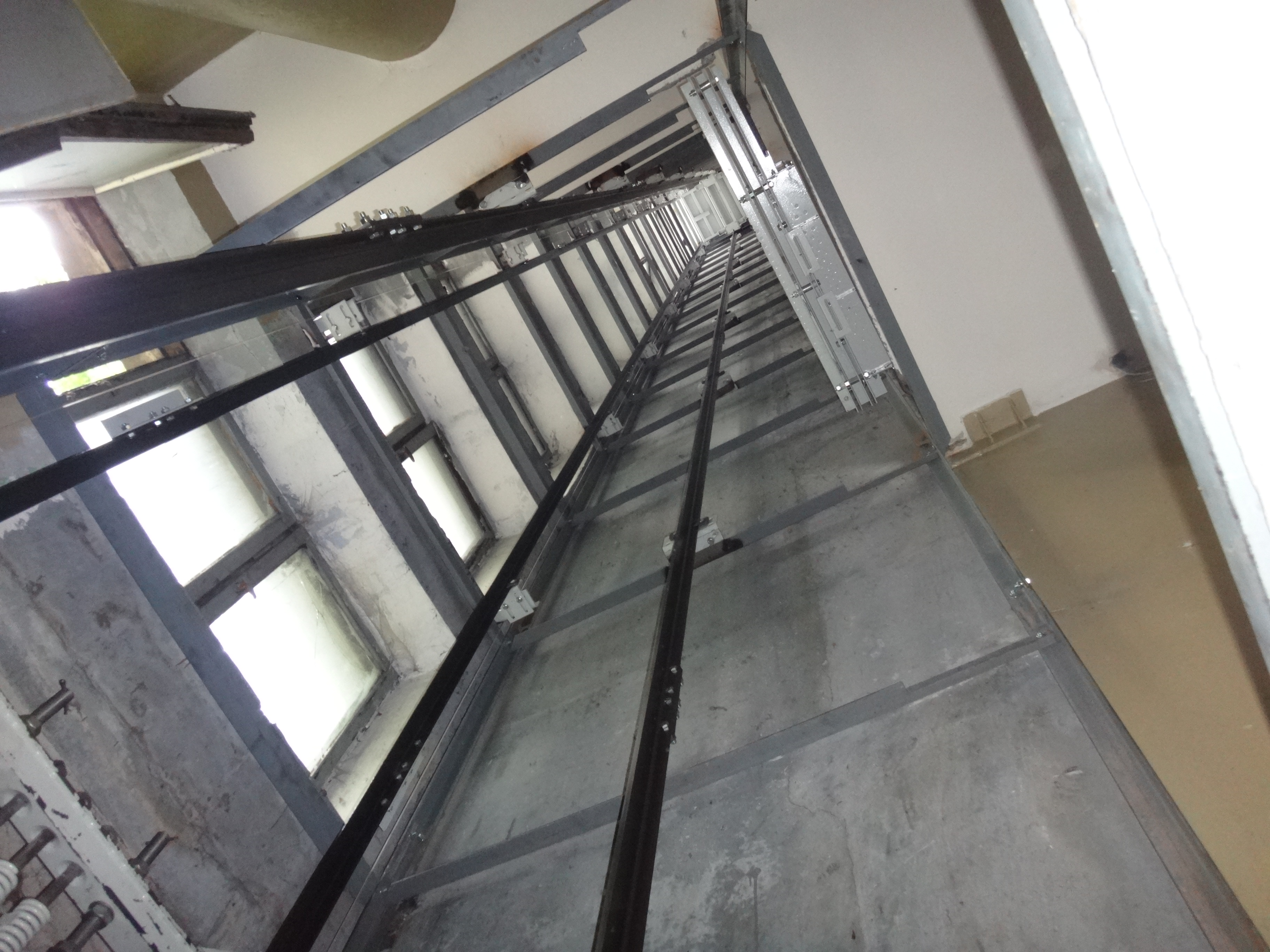
Шахта лифта в жилом доме 606-й серии. Идёт монтаж лифта; слева внизу виден противовес, сверху видны кабина (задний план) и арматура автоматических дверей (справа)

Лифт (англ. to lift — поднимать) — разновидность грузоподъёмной машины, предназначенная для вертикального или наклонного перемещения грузов на специальных платформах, передвигающихся по жёстким направляющим.

## История

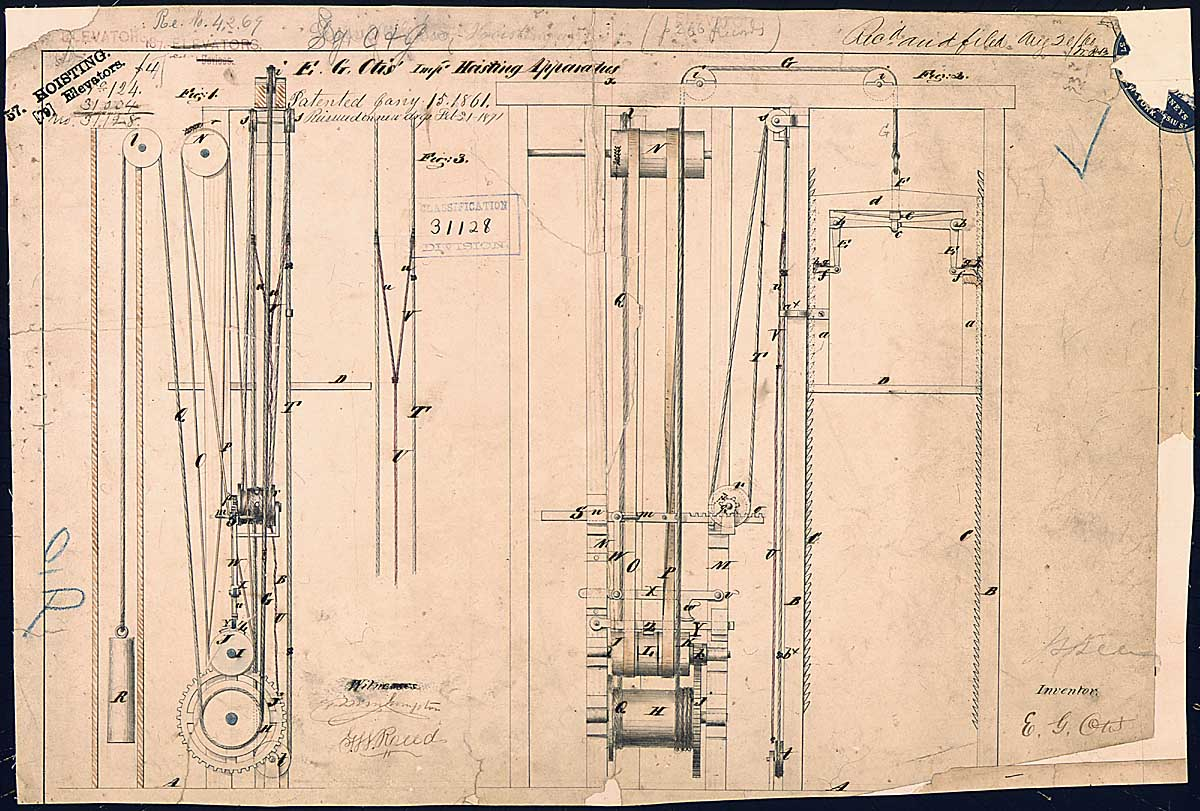
Первый чертёж лифта (1861 г.)

Впервые о лифте писал римский архитектор Витрувий, ссылавшийся, в свою очередь, на Архимеда, который построил подъёмный аппарат, вероятно, ещё в 236 году до н. э.
Более поздние упоминания о лифтах датируются серединой VI века (лифты Монастыря Святой Екатерины в Египте), первой четвертью XVIII века (во Франции) и XVII века (лифт Виндзорского замка в Великобритании, «Летающий стул» Велайера в одном из парижских дворцов).
В XVIII веке пассажирские лифты начали применяться в Российской империи (лифты дворцовых построек Царского Села, подмосковной усадьбы Кусково, подъёмные стол и кресло в петродворцовском Эрмитаже).
В 1795 году И. П. Кулибин разработал конструкцию винтового пассажирского лифта (подъёмных и спускных кресел) для Зимнего дворца.
В 1816 году лифт был установлен в главном доме подмосковной усадьбы Архангельское.
В 1854 году Э. Г. Отис продемонстрировал своё устройство безопасности — ловители — в Кристалл Паласе на выставке в Нью-Йорке. Отис остановился на открытой платформе подъёмника и топором обрубил удерживавший её канат. При этом платформа оставалась на месте и не падала в шахту благодаря ловителям.
Первый пассажирский лифт-подъёмник был установлен в Нью-Йорке в 1857 году. Устройство безопасности Отиса в сочетании с использованием стальных каркасов зданий дало возможность строить небоскрёбы.
В 1859 году фирма Отиса поставила в отеле «Пятая авеню» винтовой лифт. От подвала до чердака здание пронизывал огромный металлический винт, а кабина ходила по нему как гайка. Винт вращался через шкив ремнём от паровой машины, стоявшей в подвале. Когда винт вращался вправо, кабина шла вверх, влево — вниз. Чтобы кабина не вращалась вместе с винтом, вдоль одного её угла в шахте лифта проходил рельс-ограничитель. Но эта система оказалась медленной, неудобной и дорогой. Было смонтировано только два таких лифта. В отеле он был заменён в 1875 году. В этот период лифты, как правило, приводились в движение паровой машиной по направляющим, подъёмные канаты наматывались и сматывались с барабана.
В 1867 году на Всемирной выставке в Париже были впервые показаны гидравлические лифты, которые имели ряд преимуществ по сравнению с канатными. Позже такой лифт установили на Эйфелевой башне. На этих лифтах удалось достичь высокой скорости движения кабины — до 3,5 м/с, но из-за значительной первоначальной стоимости и эксплуатационных расходов пришлось от них отказаться.
В 1878 году был изобретён ограничитель скорости, позволяющий включать ловители при превышении номинальной скорости.
Первый электрический лифт был запатентован в 1861 году всё тем же Отисом. Первый электрический пассажирский лифт с реечным механизмом был изготовлен немецкой фирмой Siemens & Halske в 1880 году. Он поднимался на высоту 22 метра за 11 секунд. Первый электрический лифт фирмы «Отис» был смонтирован в одном из нью-йоркских небоскрёбов в 1889 году. С тех пор проблема подъёма больше не сдерживала рост зданий вверх. В конце XIX века появились лебёдки с канатоведущими шкивами, это были лебёдки с двойным обхватом шкива.
К началу XX века электрические лифты получили широкое распространение, постепенно вытесняя лифты с другими типами приводов.
В Российской империи не было большого количества высоких инженерных сооружений в силу большого количества земельного фонда. Лифты в большинстве случаев использовались только в промышленности. В связи с Первой мировой войной, сменой власти, Гражданской войной и экономическим спадом отечественное лифтостроение сильно отставало от зарубежного.
В 1920-х годах появились лебёдки с одинарным обхватом канатоведущего шкива, которые получили широкое применение.
После окончания Великой Отечественной войны лифтостроение в СССР получило развитие.
В конце 1940-х годов в СССР было освоено серийное производство типовых конструкций лифтов общего назначения и скоростных лифтов.
В 1955—1956 годах ВНИИПТМАШ совместно с трестом «Союз Лифт» создали типовой ряд конструкций пассажирских лифтов для жилых домов и общественных зданий грузоподъёмностью от 320 до 1000 кг, а также типовой ряд грузовых лифтов грузоподъёмностью от 100 до 5000 кг и больничный лифт грузоподъёмностью 500 кг.
В 1963 году было организовано Центральное проектно-конструкторское бюро по лифтам. ЦПКБ по лифтам в 1966—1967 годах разработало новый параметрический ряд пассажирских и грузовых лифтов, представленный 36 моделями и 62 исполнениями. С ростом больших городов и появлением многоэтажной застройки значительно возрос и лифтовой парк.
В конце 1990-х годов появились лифты, в которых управление осуществлялось с применением очень малого количества электроконтактных реле. Главным управляющим элементом стал микроконтроллер, то есть был осуществлён переход на более современную элементную базу. Несмотря на значительное многообразие типов и конструкций лифтов, все они состоят из основных элементов, имеющих принципиально одинаковое значение.
Очередная революция в лифтостроении произошла, когда финская компания «KONE» изобрела и в 1996 году запустила в массовое производство лифты MonoSpace, благодаря безредукторному приводу EcoDisc, не требующие машинного помещения.
В 1997 году лифтами без машинного помещения отметилась компания Schindler, использующая ремни.
Третьей компанией в мире, начавшей выпускать лифты без машинного помещения, стала в 2000 году фирма Otis. Она применила в своей конструкции привод Gen2, использующий вместо металлических тросов полиуретановые ремни, которые снижают шумность лифта и позволяют применять более компактные лебёдки, так как диаметр канатоведущего шкива можно уменьшить до 88 мм. Однако такой подход не лишён недостатков: в частности, капризность нового привода к незначительному проседанию стен шахты (сопутствующему всем новым строениям), из-за чего вместо бесшумности получался сильнейший скрежет ремней до тех пор, пока привод заново не настраивался строго по горизонту, что могло продолжаться годами (данный недостаток скорее относится к неудовлетворительному монтажу).
В 2007 году компания KONE разработала лифт MaxiSpace, не требующий не только машинного помещения, но и противовеса. Лифт имеет максимальные размеры кабины при имеющихся габаритах шахты.
В 2017 году компания «ThyssenKrupp» разработала первый в мире бесканатный лифт Multi.

## Классификация
По назначению:

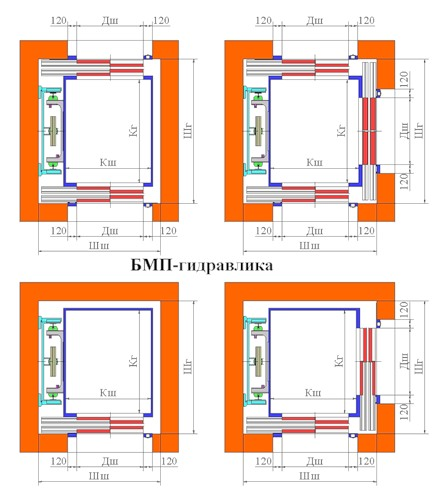
Варианты кабин гидравлического лифта

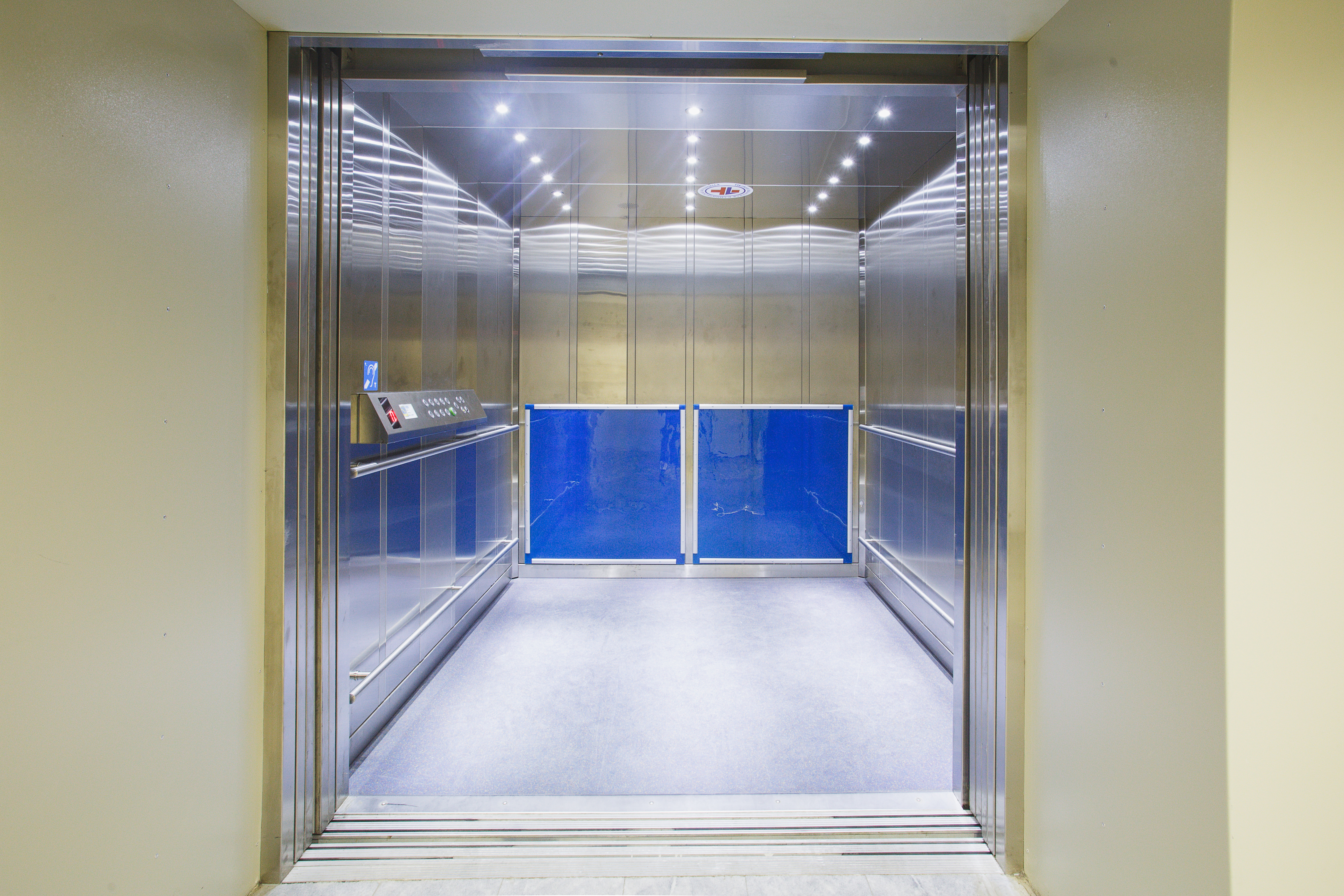
Больничный лифт

- Пассажирские лифты. Для перевозки людей. Также допускается перевозка грузов, если общая масса пассажиров с грузом не превысит грузоподъёмности лифта;
- грузовые лифты. Для перевозки грузов с сопровождающим персоналом (как правило, проводником) и только грузов, перевозка людей запрещена регламентом;
- больничные лифты. Лифты для лечебно-профилактических учреждений. Используются для транспортировки больных, в том числе на больничных транспортных средствах (каталках, инвалидных колясках), с сопровождающим персоналом (как правило, проводником). Отличаются плавностью хода и точностью остановки;
- грузо-пассажирские. Для транспортировки людей и грузов. Имеет увеличенную площадь пола и размер дверей;
- грузовые платформы. Для транспортировки грузов, материалов и оборудования:
  - грузовые с проводником. Для транспортировки грузов и сопровождающих их лиц;
  - грузовые без проводника. Для транспортировки только грузов. Оборудуются наружным управлением, перемещение людей в этих лифтах не допускается;
  - грузовые малые. Используются, как правило, в ресторанах и кафе (для подъёма продуктов питания), библиотеках, складах и так далее. Грузоподъёмность, как правило, от 5 до 300 кг. Подъём людей на них категорически запрещён;
- промышленные. Используются для установки в промышленных зданиях с запылённой, содержащей агрессивные газы, взрыво- и пожароопасной окружающей средой.

По конструкции:
- выжимные. В таком лифте канаты обхватывают кабину снизу;
- тротуарные. Кабина выезжает из пола. Тротуарный лифт может быть выжимным.
- грузовые с монорельсом, встроенным в кабину;
- грузовые (малые магазинные);
- лифты, доступные для инвалидов. Предназначены для перемещения людей с ограниченными физическими способностями в коттеджах, административных и общественных зданиях;
- пневмолифты. Работают за счёт воздуха, который откачивается внутри цилиндра в секции выше кабины. После достижения определённого разрежения воздуха кабина начинает подниматься[9];
- гидравлические;
- коттеджные. От обычных серийных пассажирских лифтов отличаются следующим: низкое энергопотребление, возможность работать в автономном режиме при перебоях с электропитанием в доме, малый вес, минимальные габариты шахты;
- строительные подъёмники. Предназначены для подъёма и подачи различных грузов внутрь проёмов зданий или на крышу[10];
- ножницевидные подъёмники. Фиксированное подъёмное устройство, предназначенное для вертикального перемещения предметов с одного уровня на другой;
- системы парковки автомобилей;
- панорамные. Не имеют собственных лифтовых шахт. Из кабины панорамного лифта пассажирам открывается обозрение внешнего пространства. Прозрачность стен лифта избавляет некоторых людей от чувства дискомфорта при нахождении в ограниченном пространстве. Другим же, которые боятся высоты, наоборот, прибавляет;
- домашние лифты. Лифты устанавливаются в квартирах и жилых домах с питанием от обычной сети 220В переменного тока, способны при минимальной мощности (от 700 Вт) поднимать и опускать до 300 кг, требуется малый вес лифта для уменьшения влияния на строительные конструкции;
- существуют лифты и для судов. Они были построены (и некоторые действуют до сих пор) в Канаде, Германии, Франции и России.

По конструкции привода:
- с электрическим приводом:
  - с барабанными лебёдками. Имеют жёсткое соединение кабины и противовеса с барабаном;
  - лебёдки с канатоведущим шкивом. Не имеют жёсткого соединения кабины и противовеса с канатоведущим шкивом;
- с гидравлическим приводом;
- винтовые
- с пневматическим приводом.

По конструкции привода различают лебёдки с редукторным и безредукторным приводом. Лебёдки с редукторным приводом применяют на лифтах с небольшими скоростями, безредукторные лебёдки применяют, наоборот, на лифтах с большими скоростями.

## Устройство
С электрическим приводом
1. Средства подвески кабины и противовеса. Используются стальные проволочные канаты. В последнее время применяются и плоские канаты, снижающие уровень шума при работе лифта. Обычно канатов подвески несколько, идущих параллельно, и связывающих противовес, лебёдку и кабину, а иногда ещё и шахту (при их закреплении в шахте).
2. Лебёдка. Является силовой установкой. Существуют лебёдки редукторные с барабаном или канатоведущим шкивом (редуктор как правило червячный или глобоидный) и безредукторные с канатоведущим шкивом.
3. Кабина. Перевозит пассажиров и/или другие грузы. Снаружи кабины расположены направляющие башмаки, скользящие по направляющим шахты при движении кабины и поддерживающие кабину в вертикальном положении, ловители для аварийной остановки лифта[11], отводка для воздействия на этажные переключатели при подходе к нужному этажу[12]:77—78, либо магнитный шунт для воздействия на этажный датчики селекции. У двухскоростных лифтов или лифтов с регулируемой скоростью привода на кабине установлен индукционный либо герконовый датчик точной остановки, который взаимодействует с магнитными шунтами на каждом этаже. К кабине сверху напрямую или через полиспаст с блоком прикреплены рабочие канаты подвески. У выжимного лифта канаты подвески проходят через шкивы, закреплённые под кабиной. На кабине с автоматическим дверями установлен привод дверей, отпирающий замки двери шахты и раскрывающий двери. Двери шахты собственного привода не имеют. У лифтов с распашными дверями на кабине установлена отводка, отпирающая замок двери шахты в точной остановке. Часто устанавливается электромагнит, убирающий «лыжу» отводки в движении — магнитная отводка.
4. Противовес. Уравновешивает (в некоторых вариантах дизайна — лишь частично), силу тяжести массы кабины, иногда и часть массы номинального груза. Противовес связан едиными канатами подвески с кабиной и лебёдкой.
5. Шахта лифта. Полностью или частично огороженное место, простирающееся от пола приямка до перекрытия. В ней перемещается кабина и, если есть, противовес. Она оборудована направляющими кабины и противовеса, дверями посадочных площадок, буферами или упорами в приямке.
6. Ловитель. Механическое устройство для остановки и удержания кабины и/или противовеса на направляющих в случае обрыва, ослабления натяжения канатов подвески или если скорость кабины (противовеса) превышает номинальную скорость на заранее установленную величину. Между шкивом ограничителя скорости наверху шахты (в машинном помещении) и натяжным устройством (блоком) на дне шахты (в приямке) натянут канат ограничителя скорости[11] (отдельный стальной канат, не относящийся к подвеске), который соединен с ловителями на кабине и движется вместе с ней, вращая ограничитель скорости. При превышении скорости движения кабины вниз ограничитель скорости останавливает канат, и кабина своим весом приводит в действие расположенные на ней ловители[12]:78—83.
7. Буфера. Устройства плавного замедления кабины за пределами нижнего расчётного положения кабины или противовеса. Могут быть полиуретановыми, пружинного или масляного типа, в зависимости от номинальной скорости. Предназначены для преобразования кинетической энергии кабины и/или противовеса в тепловую. Устанавливаются в приямок на дне шахты[12]:84—86.
8. Электрические устройства. Включают электрические устройства безопасности и освещения. Некоторые бывают связаны с кабиной специальным кабелем.
9. Станция управления лифтом (контроллер) устройство, которое управляет механизмами лифта, контролирует его работу и отвечает за безопасность лифтового оборудования. Оно представляет собой комплекс электронных компонентов, программного обеспечения и механических устройств, которые вместе образуют систему управления движением кабины лифта.

С гидравлическим приводом
Принцип действия гидравлического лифта не претерпел особых изменений с XIX века и заключается в следующем: насос нагнетает в высокий вертикальный цилиндр масло, давление масла приводит в движение расположенный в цилиндре поршень; движение этого поршня при помощи системы блоков и тросов передаётся лифтовой кабине.
Гидравлическим приводом оснащаются, прежде всего, лифты для малоэтажных зданий, так как скорость и высота подъёма таких лифтов ограничена. Помимо этого, на фоне современных безредукторных лифтов не требующих масла, является необходимость в его значительном объёме и дополнительном пространстве под резервуар. Требуется мощный насос, зачастую с охлаждающим кондиционером. В общественных зданиях необходимо выполнять дополнительные требования к пожарной безопасности и экологии.
При малой этажности гидравлический привод обеспечивает:
- плавность хода;
- широкий диапазон нагрузок (до 5 тонн) и ускорений;
- поддержание скорости до 1 м/с вне зависимости от нагрузки;
- энергоэффективность при ходе сверху вниз, — кабина идет под своим собственным весом без подключения силовой установки;
- простота компоновки, — машинное помещение можно расположить вверху, посередине шахты, внизу, и даже вынести вне шахты;
- долговечность, — меньше трущихся деталей, рабочее масло одновременно и смазывающий агент,
- в частных случаях более низкая цена.

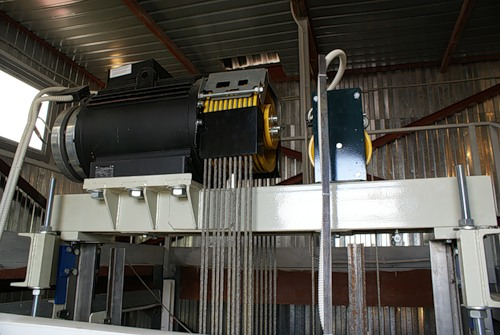
Безредукторный электрический привод
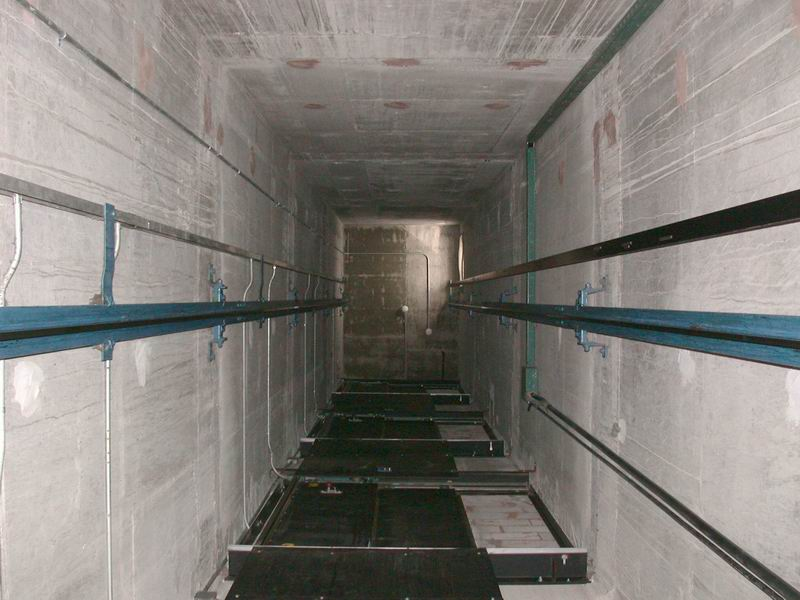
Шахта лифта
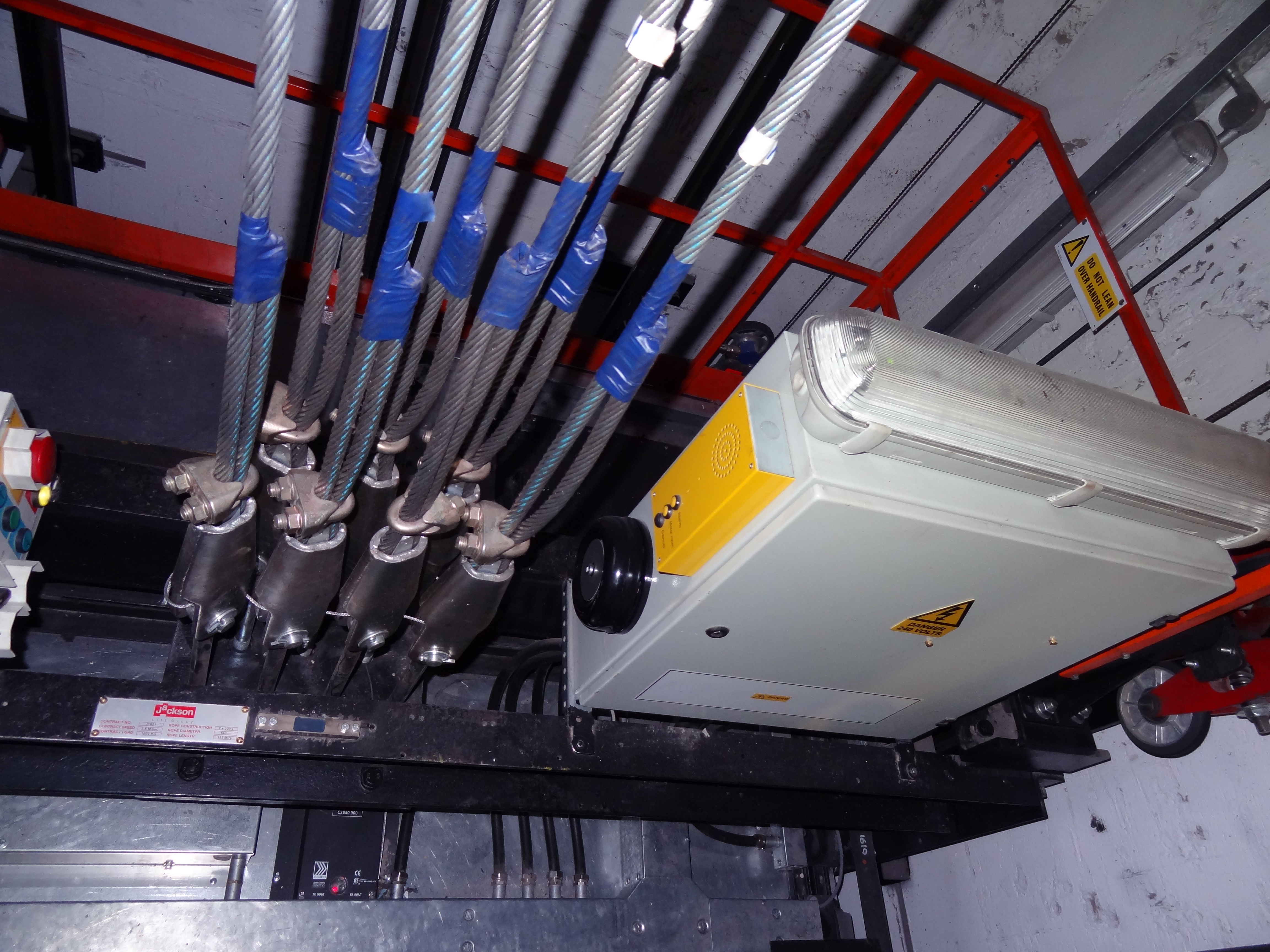
Рабочие канаты и подвеска на крыше кабины
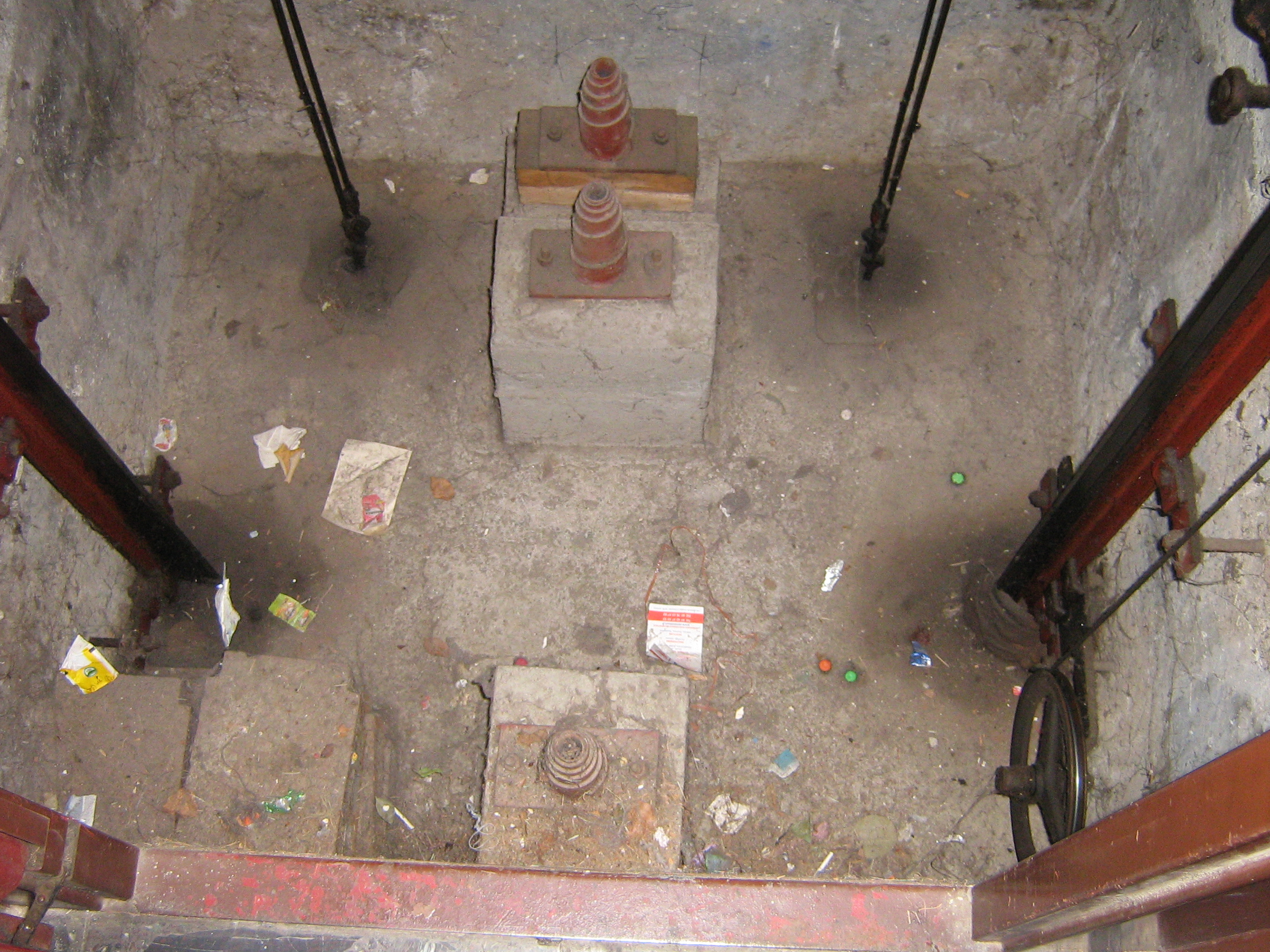
Приямок с тремя буферами
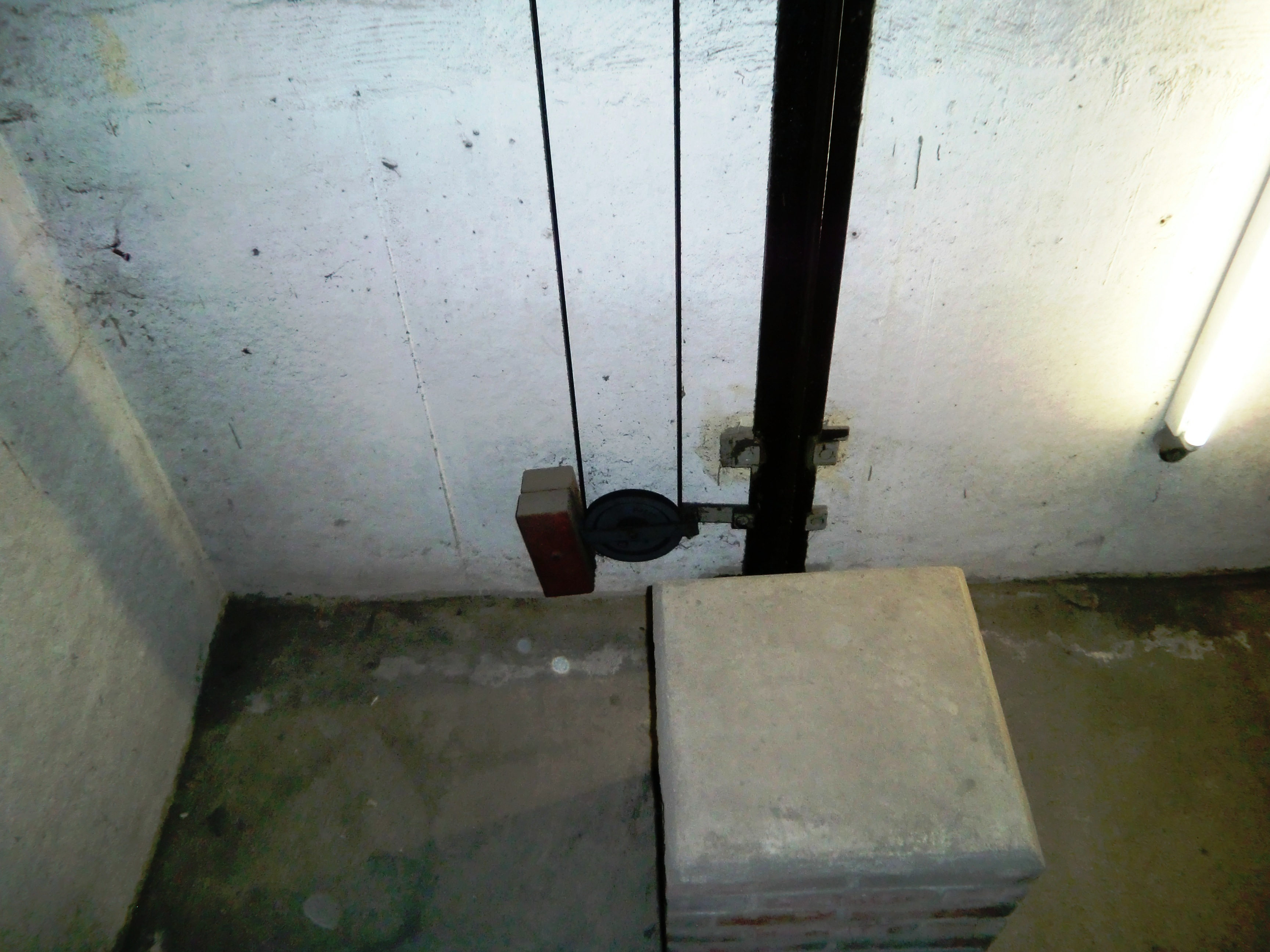
Натяжное устройство каната ограничителя скорости
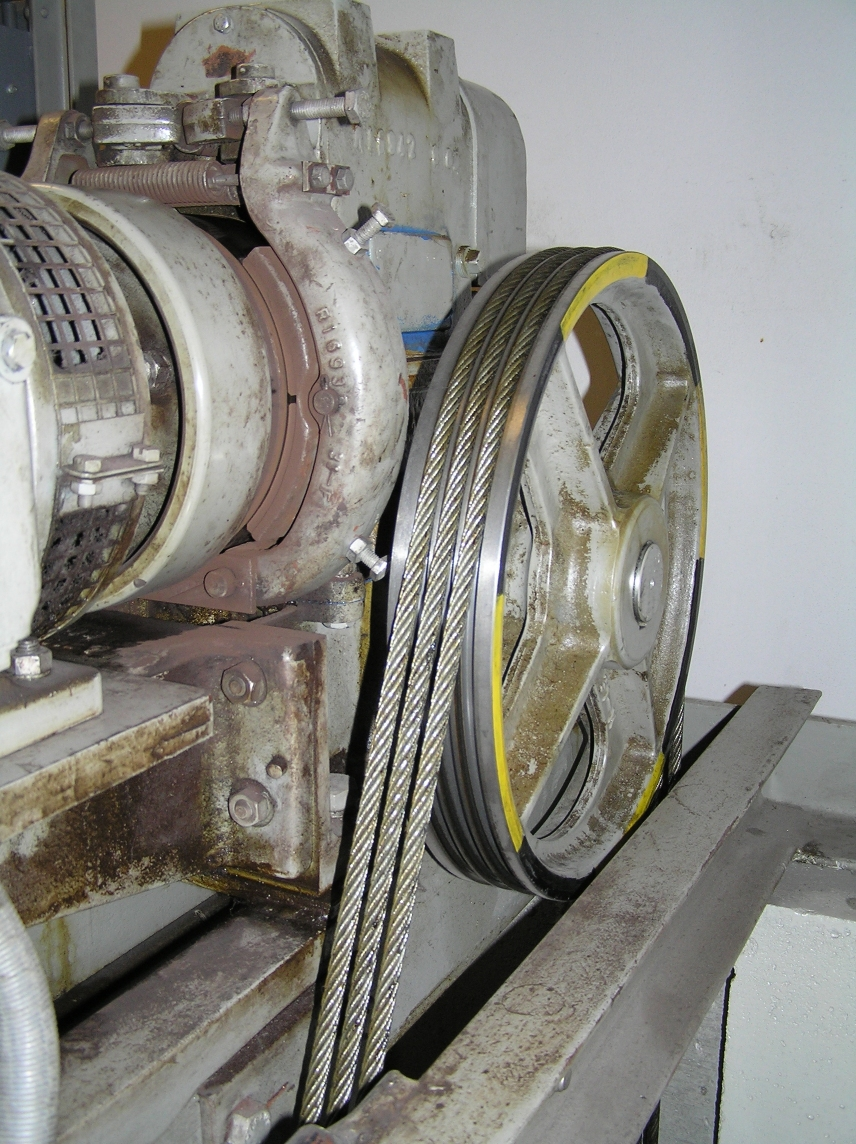
Редукторный электрический привод
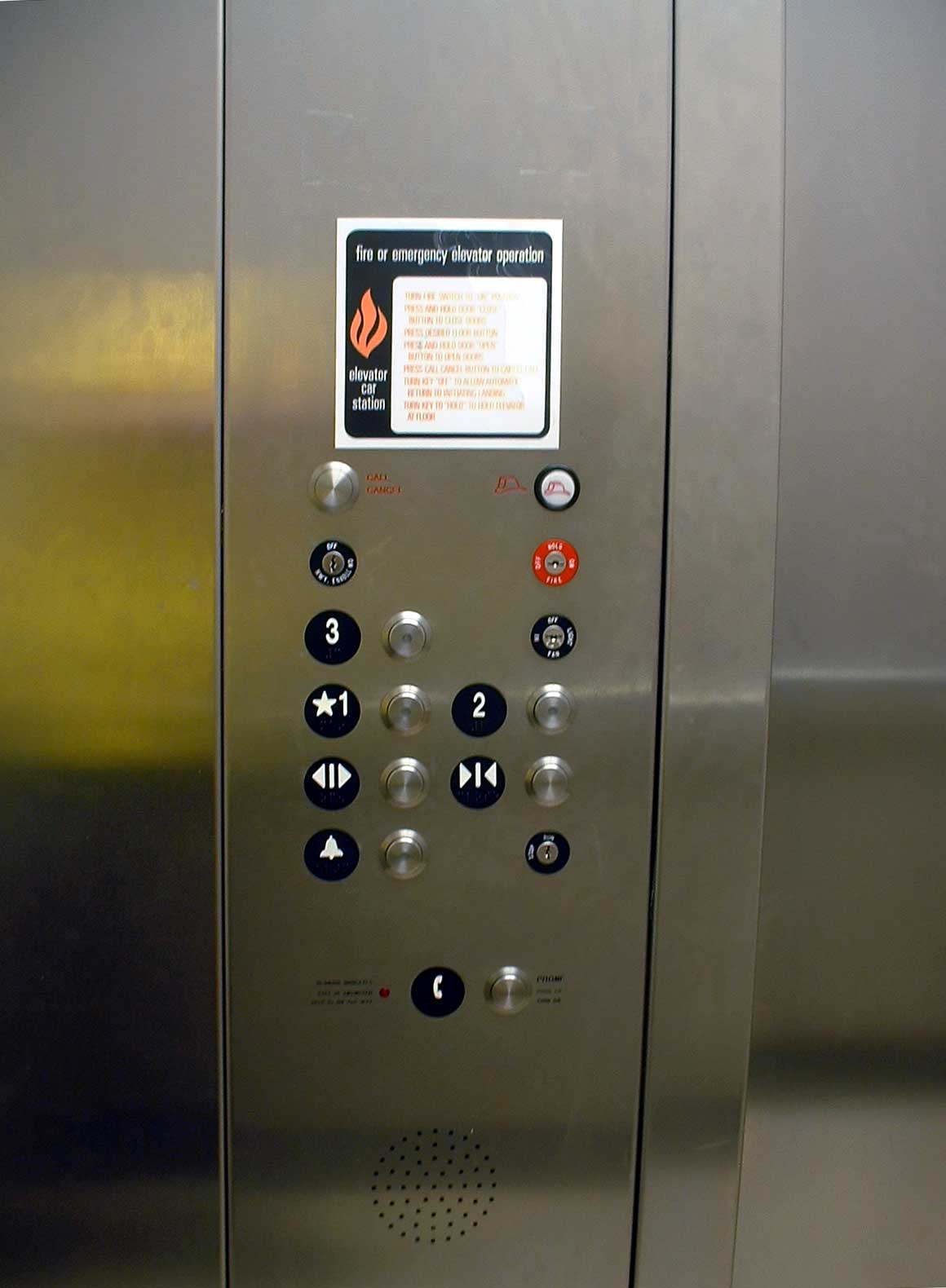
Панель управления для пассажиров
Станция управления лифтами УКЛ
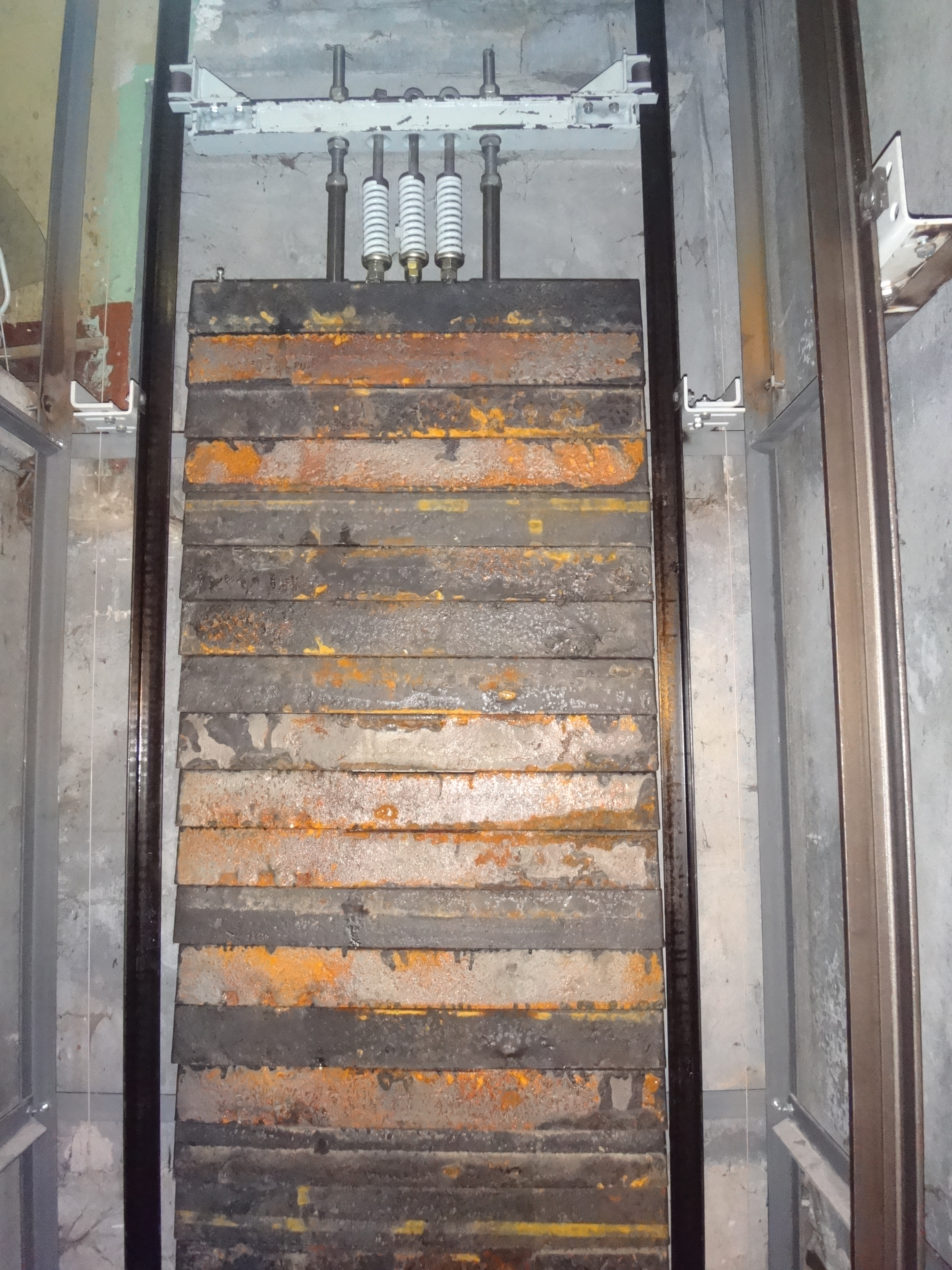
Противовес лифта
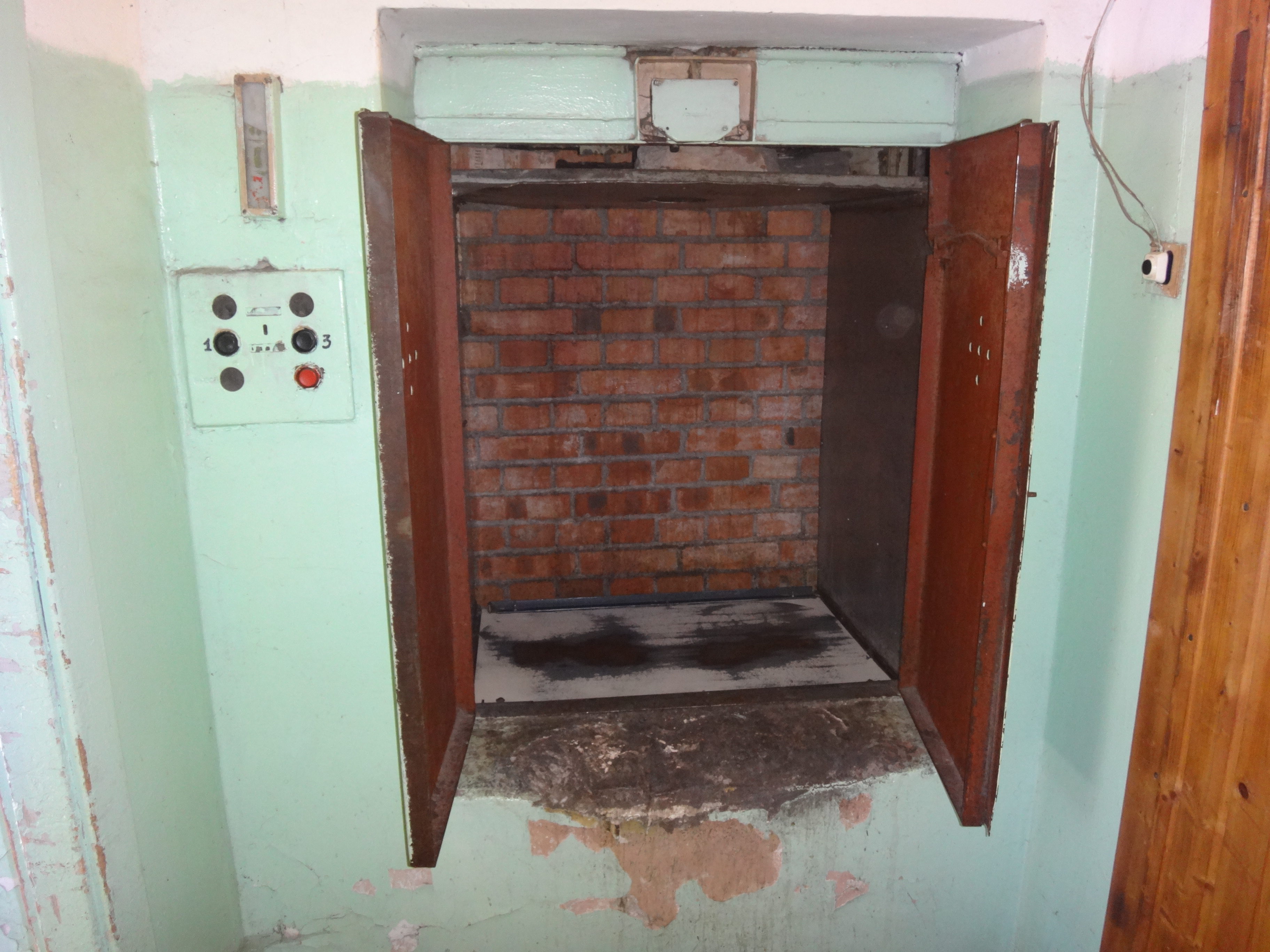
Грузовой малый лифт (подъём и спуск людей запрещён)
Лифтовая шахта многоэтажного московского дома с лифтовой кабиной

## Установка лифтов
При строительстве по новым правилам рекомендуют устанавливать лифты в зданиях от трёх этажей, обязательно должны устанавливаться лифты на зданиях от четырёх этажей.
Лифт можно устанавливать и на здания без лифта, например наружный лифт, что удобно для людей живущих на верхних этажах (пенсионеров, инвалидов).

## Эксплуатация
Пассажирские лифты могут перемещать до 30 человек со скоростями от 0,5—4 м/с (обычный лифт).
Согласно данным, опубликованным компанией Emporis в 2013 году, самые скоростные лифты в мире на тот момент, развивающие скорость 16,83 м/с, были изготовлены компанией Toshiba и установлены в здании Taipei 101.
Грузовые лифты перемещают до 10 т груза со скоростью до 1,5 м/с.
Рабочее напряжение привода обычно трёхфазное, 380 вольт.

## Проблемы проектирования лифтовых систем
Создание лифта для большой высоты — сложная инженерная задача. Масса тросов при большой длине превышает массу других подвижных элементов и требует сложного и тяжёлого противовеса, а её изменение мешает уравновешиванию масс кабины и противовеса. Инженерная проблема состоит в том, что вес самих подъёмных канатов при движении лифта перемещается, добавляясь или к весу кабины или к противовесу. При этом изменение веса может быть настолько большим, что канаты начнут скользить в пазах шкива лебёдки. Для борьбы с этим в лифтах для зданий выше 9 этажей применяются специальные технические решения, например компенсирующие канаты или уравновешивающие цепи. Они подвешиваются снизу к кабине и противовесу, и их единственное назначение — изменять свой действующий вес при движении лифта. Принцип работы: когда кабина движется вверх, канат над ней становится короче, и его вес переходит на сторону противовеса, при этом уравновешивающая металлическая цепь под кабиной наоборот становится длиннее, и своим весом компенсирует изменение веса подъёмных канатов. Отрезок цепи под опускающимся противовесом наоборот уменьшается, в результате вес обоих плечей механической системы остаётся приблизительно одинаковым. В СССР компенсирующие цепи применялись, например, на лифтах Карачаровского механического завода для типовых 16-этажных панельных зданий, которые начали строить в 1970-х годах. Кстати, слышимое на первом этаже возле лифтов в таком доме тихое позвякивание — не что иное, как звук, издаваемый стальными звеньями уравновешивающей цепи.
Расчёт лифтов
Сложность проблемы заключается не только в обеспечении перевозки интенсивных пассажиропотоков в высотных зданиях, но и в необходимости оптимального разъединения или объединения отдельных пассажиропотоков многофункциональных комплексов: жильцов в жилой части зданий, служащих в офисной части зданий, покупателей в торговых учреждениях и так далее.
При этом для решения проблемы необходимо применять наиболее эффективные средства вертикального транспорта: скоростные электрические пассажирские лифты для высотной части зданий с компьютеризированными системами группового управления, пассажирские электрические лифты средней скорости для нижней части высотных зданий; гидравлические пассажирские лифты и грузовые лифты для нижних этажей зданий и комплексов; электрические или гидравлические лифты для обслуживания многоэтажных автомобильных стоянок; эскалаторы и пассажирские конвейеры для перемещения массовых пассажиропотоков в нижних этажах комплексов.
Провозная способность
Провозная способность вертикального транспорта рассчитывается с учётом таких параметров лифтов, как грузоподъёмность, скорость, число вероятных остановок кабины во время кругового рейса, характеристики разгона и торможения, затрат времени на открывание и закрывание дверей, вход и выход пассажиров.
Существенное влияние на провозную способность лифтов оказывает эффективность организации их движения, обеспечиваемая современными компьютеризированными системами группового управления. Эти системы способны регистрировать данные о загрузке кабин лифтов, направлении и интенсивности пассажиропотока, времени ожидания выполнения вызова на этажах. На основе этих данных системы вырабатывают управляющие сигналы, оптимизирующие работу лифтов. Для высотных многофункциональных зданий расчёт вертикального транспорта осуществляется методами математического моделирования.

## Безопасность и обслуживание

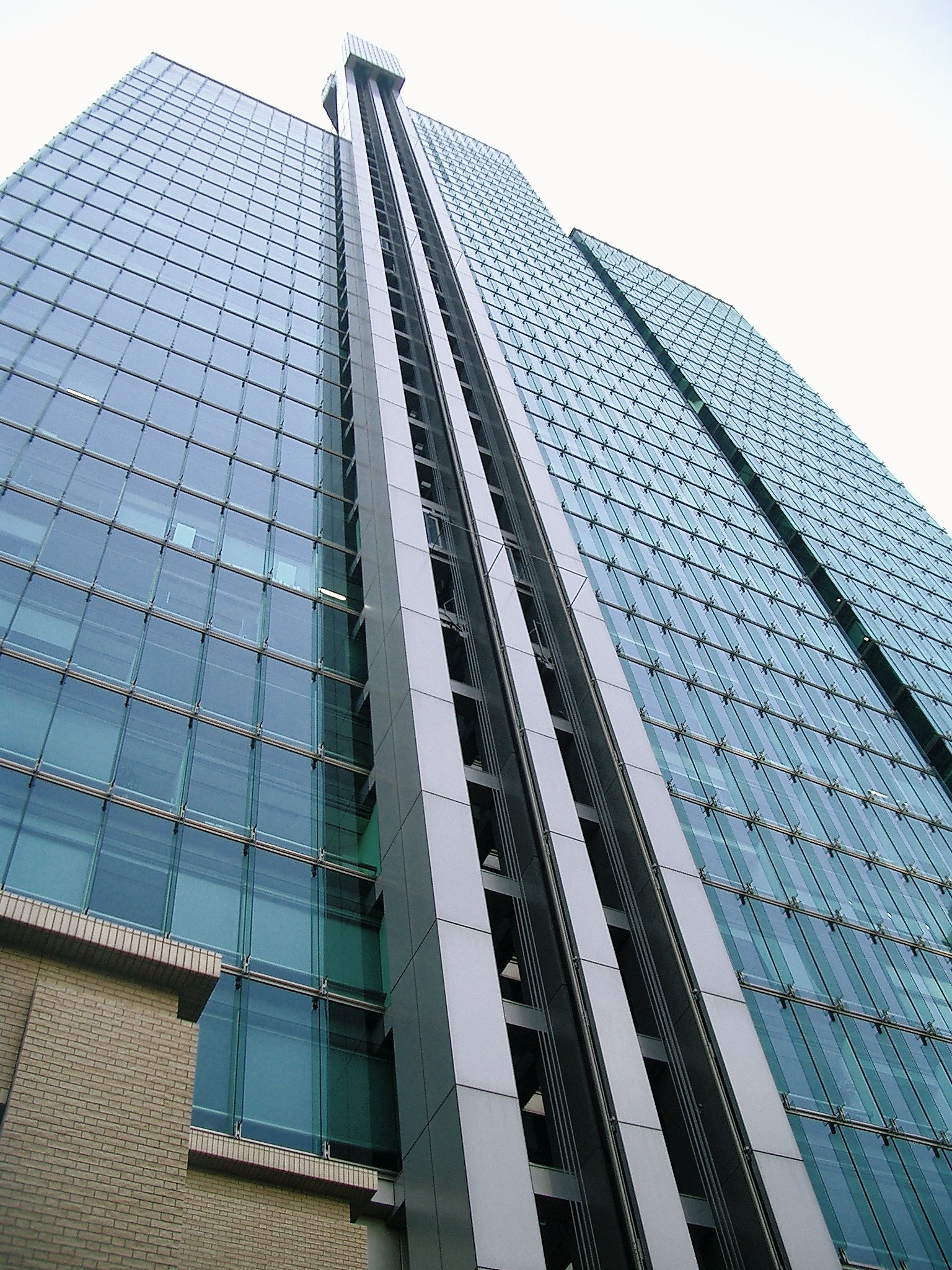
Наружный лифт в многоэтажном здании

### Общее положение
При должном обслуживании и проведении своевременных ремонтных работ лифт является самым безопасным видом транспорта. Благодаря строгому техническому контролю и практически безотказной системе безопасности (специальные «ловители» вывешивают кабину на направляющих при превышении скорости), возможность несчастного случая практически исключена.
В России безопасность лифтов регламентируется техническим регламентом Таможенного союза ТР ТС 011/2011 «Безопасность лифтов». С 15 февраля 2013 года российский технический регламент «О безопасности лифтов» Постановлением Правительства Российской Федерации от 16 ноября 2012 г. № 1175 признан утратившим силу. С 15 февраля 2013 года «Правила устройства и безопасной эксплуатации лифтов» (ПУБЭЛ) признаны не подлежащими применению приказом Ростехнадзора от 14 января 2013 г. № 5.
Указанный технический регламент устанавливает минимальные требования к обеспечению безопасности лифтов, которые раскрываются в принимаемых на его основе международных стандартах. По мнению экспертов профессиональной ассоциации лифтовиков Национальный лифтовый союз, добровольный характер применения указанных стандартов является главной угрозой безопасности лифтов в современных условиях.
С 14 февраля по 13 мая 2013 года в России государственного надзора за безопасностью лифтов не существовало. С 13 мая за эксплуатацией лифтов надзор осуществляется Федеральной службой по экологическому, технологическому и атомному надзору, надзор над лифтами, выпускаемыми в обращение, — Федеральным агентством по техническому регулированию и метрологии.

### Обслуживание и ремонт

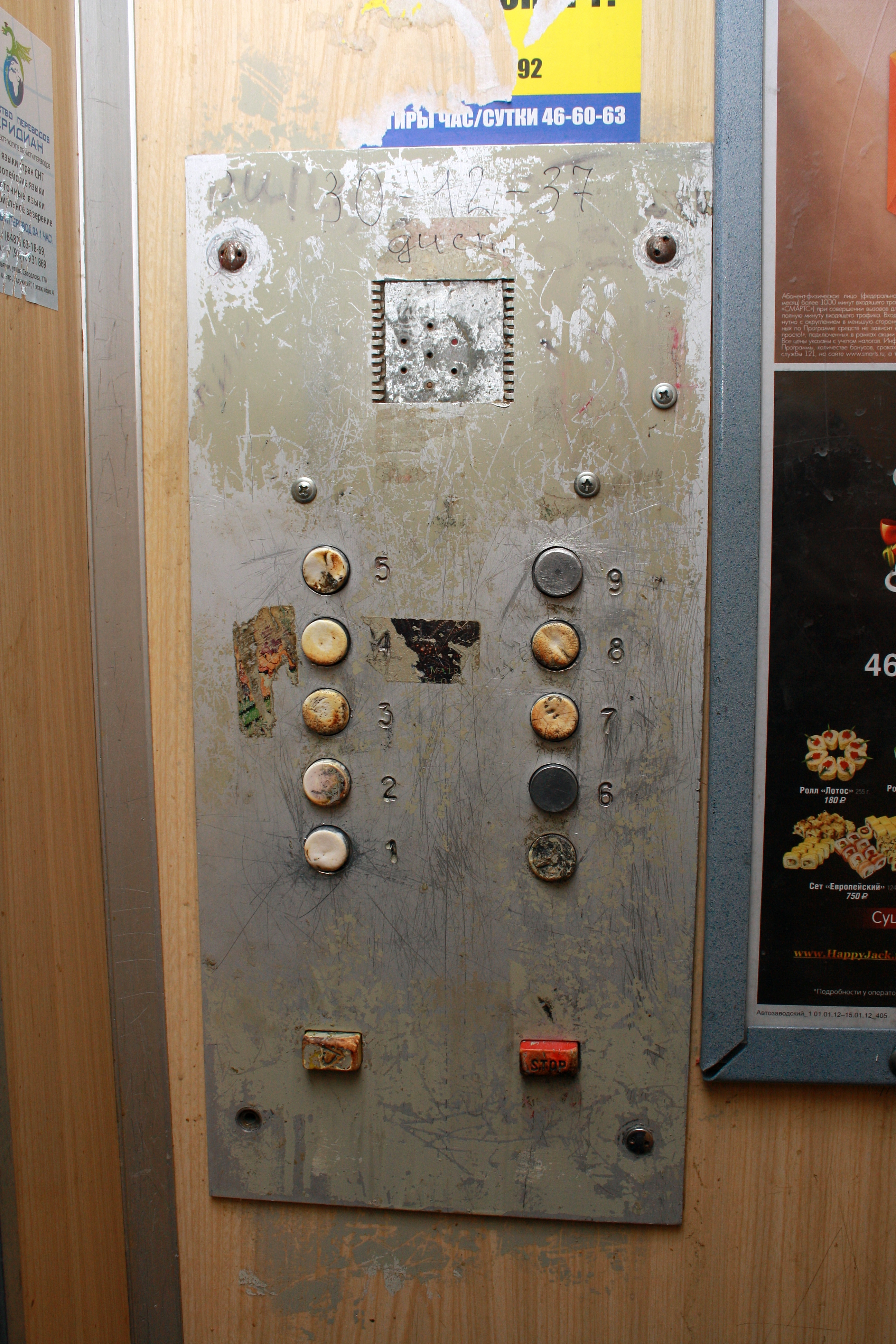
Испорченные кнопки лифта в одном из домов Тольятти

Средний проектный срок службы лифта составляет 25 лет. По достижении этого возраста ходовой части и системам безопасности требуется пройти диагностику со стороны отдела технического контроля. По результатам диагностики высчитывается срок дальнейшей эксплуатации (обычно 3 года, в зависимости от износа основных узлов). Один раз в 24 месяца проводится техническое освидетельствование лифта. В соответствии с «Положением о системе планово-предупредительных ремонтов лифтов» проводятся капитальные ремонты, а также ежемесячные осмотры. Эксплуатация устаревшей ходовой части противоречит нормам эксплуатации и правилам техники безопасности. Использование лифта в данном случае является небезопасным для пассажиров. Однако многие квартирные товарищества и коммунально-жилищные управления игнорируют данные правила техники безопасности, подвергая большому риску жизни жильцов многоэтажных домов.
Одним из важнейших средств обеспечения безопасной эксплуатации лифтов является их диспетчерский контроль и используемые для этого диспетчерские системы. Они обеспечивают дистанционный контроль исправности и доступа к лифтовому оборудованию, а также переговорную громкоговорящую связь диспетчера с кабиной и машинным помещением лифта. Применение таких систем позволяет также сократить затраты на обслуживающий персонал — лифтёров.
Оценка соответствия лифта в период эксплуатации проводится в форме ежегодного (периодического) технического освидетельствования, с периодичностью не реже одного раза в 12 месяцев. Периодическое освидетельствование — это одна из форм оценки соответствия лифта требованиям безопасности, которая проводится ежегодно на каждом лифте в период его эксплуатации, который устанавливает завод при изготовлении лифта.

### Пожарная безопасность лифтов
Важнейшей проблемой для современных многонаселённых зданий является обеспечение пожарной безопасности лифтов, а также установка в зданиях лифтов для пожарных.
При возникновении пожара в здании существует опасность использования лифтов пассажирами, поскольку они не осведомлены об имеющихся в этом случае рисках, и лифты не выведены из эксплуатации. За исключением некоторых специальных случаев, лифты не предназначены для использования во время пожара.
В зданиях, сооружениях и строениях высотой 28 и более метров шахты лифтов, не имеющие у выхода из них тамбур шлюзов с избыточным давлением воздуха, должны быть оборудованы системой создания избыточного давления воздуха в шахте лифта при пожаре.

#### Режим «Пожарная опасность»
Режим работы лифта «Пожарная опасность» — установленная последовательность действий системы управления лифтом, предусматривающая принудительное движение кабины лифта на этаж входа пожарных в здание. Из режима «Нормальная работа» в режим «Пожарная опасность» лифт переводится автоматически после подачи сигнала «Пожар» из системы пожарной сигнализации или пожаротушения. При этом сигнал «Пожар» подаётся размыканием контактов, либо путём передачи информации в виде последовательных сигналов в соответствии со стандартизированными протоколами.
Предположим, что кабина с пассажирами в режиме «Нормальная работа» поднимается на большой скорости, и в этот момент поступил сигнал «пожарная опасность». Это вызывает замедление кабины и подход её в зону точной остановки. При остановке кабины после движения вверх её двери не открываются. После остановки кабины она спускается на первый этаж.
Из режима «пожарная опасность» в режим «нормальная работа» лифт переводится из машинного помещения.
При движении кабины вниз или стоянке на любом этаже, кроме основного посадочного, кабина отправляется на основной посадочный этаж, не реагируя на приказы и зарегистрированные попутные вызовы. При этом также отключается кнопка «Стоп» в кабине. Если кабина стоит на этаже с открытыми дверьми, и в ней находятся пассажиры, двери автоматически закрываются, и кабина также отправляется на основной посадочный этаж.
Если кабина находится в подземной части здания (сооружения), выполняется следующее:
- при движении вниз кабина останавливается на ближайшем по ходу движения этаже и, не открывая двери, не реагируя на приказы и попутные зарегистрированные вызовы, отправляется на основной посадочный этаж;
- при движении кабины вверх или стоянке на любом этаже, кроме основного посадочного, кабина отправляется на основной посадочный этаж, не реагируя на приказы и зарегистрированные попутные вызовы. Если кабина стоит на этаже с открытыми дверьми, и в ней находятся пассажиры, двери автоматически закрываются, и кабина также отправляется на основной посадочный этаж.

Во всех случаях после прибытия кабины на основной посадочный этаж двери кабины автоматически открываются и остаются открытыми, после чего возможность дальнейшего движения кабины в этом режиме исключается.
Если включение режима «Пожарная опасность» произошло во время выполнения режима «ревизия» или в момент технического обслуживания, то должен подаваться звуковой сигнал, после чего, если это возможно, лифт должен быть переведён в нормальный режим работы, что позволит включить режим «Пожарная опасность».
Для информации о том, что лифт, прибывший на посадочный этаж, не может быть использован для перевозки пассажиров, на посадочном этаже должен быть размещён индикатор «Вход запрещён». Индикатор включается при прибытии лифта на посадочный этаж.
При установке в здании (сооружении) двух и более лифтов, имеющих общее машинное помещение (включая лифты, имеющие систему группового управления), сигнал на включение режима «пожарная опасность» подаётся для каждого лифта отдельно.

#### Режим «Перевозка пожарных подразделений»

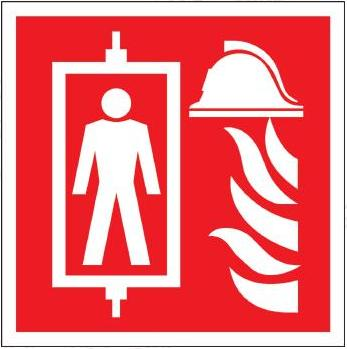
Пиктограмма «Лифт для пожарных»

Режим работы лифта «Перевозка пожарных подразделений» — установленная последовательность действий системы управления лифтом, предусматривающая его работу под непосредственным контролем и управлением пожарных. При этом режим работы лифта «Перевозка пожарных подразделений» является следующей фазой после режима «Пожарная опасность».
Лифт для транспортирования пожарных подразделений может быть использован для спасения инвалидов во время пожара.
Мировой и отечественный опыт, полученный при пожарах в высотных зданиях, показал, что для борьбы с пожаром необходимо использование специально предназначенных для этой цели лифтов. Лифты для пожарных должны обеспечить быструю доставку пожарных подразделений на этажи для борьбы с пожаром, сохранив силы пожарным для борьбы с огнём. Эти лифты должны иметь дополнительную защиту от факторов пожара (в исполнении конструкции и строительной части лифтов) и обязательно оснащаться специальной системой управления, связанной с размещёнными на этажах тепловыми и дымовыми извещателями.
Лифт для пожарных, в отличие от обычных лифтов, должен иметь конструкцию, позволяющую использовать его при пожаре как можно дольше.
Перевозка на лифте для пожарных в обычное время грузов должна быть запрещена, так как в случае пожара это может привести к недопустимой задержке или невозможности использования лифта для борьбы с пожаром.
Надёжность обеспечения энергоснабжения является важнейшим условием работы лифта для пожарных.

### Признаки изношенности ходовой части лифта
- Звук трения металлических поверхностей.
- Скрип/тряска во время хода.
- Резкая остановка/старт лифта.
- Кабина лифта перемещается с отклонениями от вертикального направления.
- Кабина перемещается неравномерно.
- вибрации в процессе спуска/подъёма кабины лифта.
- неточность остановки (допустимое отклонение точной остановки кабины лифта 35 мм).

В случае застревания кабины обычно нажимают кнопку «вызов» для вызова диспетчера. Самостоятельный выход из кабины, застрявшей между этажами, крайне опасен для жизни — можно упасть в шахту лифта и разбиться. Также проникновение в шахту лифта опасно для жизни.

### Камеры видеонаблюдения в лифтах
Камеры видеонаблюдения с высоким разрешением с функцией ночного видения в лифтах помогают при расследовании преступлений, выявления людей, которые портят лифт, рисуют, оставляют мусор и др. Также помогают для установления видеосвязи с застрявшими в лифтах людьми.

## Основные глобальные производители лифтового оборудования
- Otis elevator company является лидером в лифтовой отрасли и является частью одной из крупнейших финансово-промышленных групп США United Technologies Corporation (UTC).
- Компания Schindler, вторая по количеству продаваемых лифтов в мире со штаб-квартирой в Швейцарии.
- KONE входит в тройку крупнейших производителей со штаб-квартирой в Финляндии.
- ThyssenKrupp, один из крупнейших производителей со штаб-квартирой в Германии.